# Anisorrhina flavoplagiata
Anisorrhina flavoplagiata är en skalbaggsart som beskrevs av Moser 1919. Anisorrhina flavoplagiata ingår i släktet Anisorrhina och familjen Cetoniidae. Inga underarter finns listade i Catalogue of Life.